# Q Public License
Q Public License(QPL) はオープンソースライセンスの一つ。Trolltech 社が Qt バージョン 3 までに対して適用している。非コピーレフトであり、GPLとは互換性がないため、GPLライセンスのソフトウェアと組み合わせて配布することはできない。。

## 特徴
QPLは非コピーレフトであり、GPLとは互換性がないため、GPLライセンスのソフトウェアと組み合わせて配布することはできない。これは、QPLが改変されたソフトウェアに対して元の著作権者に非独占的な使用権を許諾することを求めるためであり、GPLの再配布条件と矛盾するためである。QPLはオープンソースとして認められているが、Debian Free Software Guidelines (DFSG) には適合しないとされている。一方で、Free Software Foundation (FSF) や Open Source Initiative (OSI) からは承認されている。Qtのライセンスに関する議論の結果、Trolltech社はQt 2.2以降をGPLとのデュアルライセンスで提供するようになり、Qt 4.0以降ではGPLとLGPLのライセンスが追加されたことで、QPLの使用は減少した。現在では、QPLを採用するプロジェクトは少なくなっているが、過去にはOCamlコンパイラやCGALライブラリなどがQPLのもとで提供されていた。

## 歴史と背景
QPLは、1999年から2000年にかけてTrolltech社によって導入されたオープンソースライセンスであり、Qtのバージョン3までに適用された。QPLは非コピーレフトであり、GPLとの互換性がないため、オープンソースコミュニティの一部から批判を受けた。特にKDEのようなQtを基盤とするプロジェクトでは、GPLとの非互換性が問題視され、フリーソフトウェア財団 (FSF) もQPLのライセンス条件に懸念を示した。こうした状況を受け、Trolltech社は2000年にQt 2.2以降をGPLとのデュアルライセンスで提供することを決定した。これにより、GPLライセンスのソフトウェアと組み合わせて使用することが可能になり、オープンソースコミュニティの支持を得ることができた。その後、Qt 4.0 では LGPLライセンスが追加され、より柔軟なライセンス形態が採用されたことで、QPLの使用は次第に減少した。現在では、Qtは主にGPLとLGPLのライセンスのもとで提供されており、QPLを採用するプロジェクトはほとんど見られなくなっている。

## 他のライセンスとの比較
QPLは、GPLやLGPLとは異なり、コピーレフトの要件を持たないライセンスである。GPLは、ソフトウェアの改変や再配布を行う際に、派生物も同じGPLライセンスのもとで公開することを義務付ける。一方、LGPLはライブラリ向けに設計されており、LGPLライセンスのソフトウェアをリンクする場合は、派生物をLGPLで公開する必要はないが、ライブラリ自体を改変した場合はLGPLの条件に従う必要がある。QPLはGPLとは互換性がなく、QPLのもとで配布されたソフトウェアをGPLのソフトウェアと組み合わせて使用することはできない。これは、QPLが改変されたソフトウェアに対して元の著作権者に非独占的な使用権を許諾することを求めるためであり、GPLの再配布条件と矛盾するためである。
BSDライセンスやMITライセンスと比較すると、QPLはより制約のあるライセンスである。BSDライセンスやMITライセンスは、パーミッシブライセンスと呼ばれ、ソフトウェアの改変や再配布に関してほとんど制限を設けていない。これらのライセンスのもとでは、ソフトウェアを自由に商用利用することが可能であり、改変後のソースコードを公開する義務もない。ただし、著作権表示を保持する必要がある。QPLはBSDやMITライセンスほど自由度が高くなく、改変後のソフトウェアに対して元の著作権者への使用権を認める必要がある。

## 採用例
QPLが適用されたソフトウェアの例としては、OCamlコンパイラやCGAL (Computational Geometry Algorithms Library) などが挙げられる。OCamlは関数型プログラミング言語であり、特に学術研究や産業界で使用されている。CGALは計算幾何学のアルゴリズムを提供するライブラリであり、コンピュータグラフィックスやCADソフトウェアなどの分野で活用されている。これらのプロジェクトは、QPLのライセンス条件のもとで配布されていたが、後にGPLや他のライセンスへ移行したものもある。